# أباتشي ويف
أباتشي ويف (بالإنجليزية: Apache Wave)‏ هو إطار عمل يؤمن التحرير التعاونيَّ المتزامن على الإنترنت، طوَّرته شركة جوجل بالأساس تحت اسم غوغل ويف أُعلِنَ عنه في مؤتمر جوجل آي/أو في 27 مايو 2009.
أباتشي ويف هو بروتوكول اتصالات ومنصة برمجية على الوب تهدف إلى دمج الميزات الأساسية لوسائل التواصل المختلفة، مثل البريد الإلكتروني والتراسل الفوري والويكي والشبكات الاجتماعية. يمكن للاتصال باستخدام هذا النظام أن يكون متزامناً أو غير متزامن، كما يمكن للإضافات البرمجية توفيق تدقيق إملائي ونحوي حسب السياق، وترجمة آلية، وغيرها من الميزات.
وقد تم إصدار نسخة تجريبية للمطورين فقط في البداية، ثم تم توسيعها لتشمل 100,000 مستخدم في سبتمبر 2009، مع قدرة كل مستخدم على دعوة مستخدمين آخرين. قبلت جوجل معظم الطلبات المقدَّمة ابتداءً من 29 نوفمبر 2009، بعد وقت قصير من توسيع الإصدار التجريبي. ثم أصبحت الخدمة متاحة للعامة في 19 مايو 2010.
في 4 أغسطس 2010، أعلنت شركة جوجل عن وقفها لتطوير برمجية ويف المستقلة، وأعربت عن نيتها الإبقاء على الموقع الإلكتروني الموجود حتى نهاية العام على الأقل، وفي 22 نوفمبر 2011، أعلنت شركة جوجل أن المحتوى الموجود في الموقع سيصبح للقراءة فقط في يناير عام 2012، وأن جميع الموجات قد تحذف في نيسان 2012. استلمت عملية التطوير مؤسسة أباتشي التي بدأت بتطوير منتج يمكن أن يعمل على الخادم، اسمه Wave in a Box

## التاريخ

### أصل الاسم
زود الخيال العلمي المسلسل التلفزيوني فاير فلاي كمصدر إلهام لاسم المشروع.
في هذه السلسلة، موجة هي الاتصالات الالكترونية، وغالبا ما تتكون من إجراء مكالمة فيديو أو رسالة الفيديو. خلال معاينة المطور، صُنعت عدد من المراجع لهذه السلسلة،
على سبيل المثال رد لارس راسموسن على رسالة «لامعة»،
كلمة تستخدم عادة في السلسلة لتعني بارد أو جيدة،
ورسالة تحطم للموجة كونها اقتباس شعبي من السلسلة:«لعنتك مفاجئ ولكن لا مفر من الخيانة !»
رسالة خطأ شائع آخر، "كل شيء لامع، ليس للقبعة. لا ليتآكل !" هو اقتباس من كايلي فري في عام 2005 استمرار الحركة والصفاء لصورة اليراع، ويقابل ذلك مع علامة معلنا أن "هذه الموجة تشهد بعض الاضطرابات، وربما تنفجر.
إذا كنت لا تريد أن تنفجر... "والذي هي إشارة أخرى إلى افتتاح الفيلم.
خلال حفل أقيم في أمستردام، هولندا، أصبح واضحاً أن 60 فريق قوي الذين يعملون حاليا على الموجة في سيدني، أستراليا، استخدام المراجع ذات الصلة هيدون جوس للوصف، ومن بين أمور أخرى،
أصبح واضحا أن فريق قوي 60 التي تعمل حاليا على الموجة في سيدني، أستراليا، استخدام المراجع ذات الصلة هيدون جوس لوصف، من بين أمور أخرى،
إصدار رمل من الموج، دٌعِت دمية بعد السلسة التلفازية بواسطة اليراع المنتجة هيدون جوس، الذي تم بثه على شبكة فوكس في الولايات المتحدة.
التطورات في التمديدات الخارجية والتي تحمل الاسم الرمزي «الصفاء»، بعد سفينة الفضاء المستخدمة في اليراع والصفاء.

### مفتوح المصدر
أطلقت جوجل معظم شيفرة المصدر مثل برمجيات مفتوحة المصدر، لتتيح للجمهور تطوير ميزاتها من خلال الملحقات. سمحت جوجل للأطراف الثالثة ببناء خدمات ويف خاصة بهم (تكون خاصة أو تجارية) لأنها أرادت أن تستبدل بروتوكول ويف عوضاً عن بروتوكول بريد Yلكتروني. في البداية كانت جوجل المزود الوحيد لخدمة ويف لكن كان هناك تمني بأن تقوم مزودات الخدمة الأخرى بإطلاق خدمات الويف الخاصة بها، ربما تصميم عملاء خاصين بهم ومميزين على شبكة الإنترنت كما هو شائع مع كثير من مزودي خدمة البريد الإلكتروني. الإمكانية أيضاً متاحة لإنجاز عملاء ويف أصليين، كما هو موضح من قبل جوجل في وحدة تحكم العميل المبنية على واجهة سطر الأوامر الخاصة بهم.
أصدرت جوجل المكونات الأولية مفتوحة المصدر للموجة:
1. التحول العملياتي كود (OT).
2. نموذج الويف الضمنية.
3. نموذج العميل/الخادم الأساسي الذي يستخدم بروتكول الويف.

إضافة إلى ذلك قدمت جوجل بعض التفاصيل حول المراحل اللاحقة لإطلاق المصدر المفتوح:
1. كود نموذج الويف الذي هو نسخة مبسطة عن كود إنتاج جوجل وهو مرتبط بكود الـOT، سيتم اطلاق هذا الكود في قاعدة الكود المشتركة والتي ستستخدمها جوجل وتتوقع ذلك من الآخرين أيضاً.
2. جناح للاختبار والتحقق لأجل الأشخاص الذين يريدون عمل تطبيق خاص بهم (على سبيل المثال ترقية الكود إلى لغات أخرى).

### الاستقبال
خلال الطرح الأولي من Google Wave، التمست دعوات على نطاق واسع من قبل المستخدمين وبيعت على مواقع إلكترونية. [19] أولئك الذين تلقوا دعوات وقررواختبار خدمة Google Wave لم يتمكنوا من التواصل مع جهات الاتصال الخاصة بهم على حسابات البريد الإلكتروني العادية الخاصة بهم. وكان الانتشار الأولي من الموجة محدود جداً.

### تاريخ التنمية من Google Wave الأصلي تحت جوجل في عام 2010
غوغل ويف البداية التغطية الصحفية الإيجابية على تصميمها  والاستخدامات المحتملة لها.
في 4 أغسطس 2010 , اعلنت غوغل ويف انها لن تتطور بذاتها بسبب عدم الاهتمام بها. بيان جوجل فاجأ العديد من الصناعيين والمستخدمين في المجتمع.
وأوضحت غوغل ويف انها ستتيح الخدمة حتى جوجل دوكسسيكون قادر على الوصول إلى الموجات المحفوظة.
ردا على خبر نهاية التنمية، انشا مستخدمي الغوغل ويف مواقع الشبكة العالمية 
منذ اعلان غوغل في أوائل أغسطس، سجلت في الموقع 49,000 مؤيّد يحث غوغل على استمرار تتطور الغوغل ويف.
في التأمل على عدم نجاح غوغل ويف.... أمور أخرى اتجهت إلى تعقيد واجهة المستخدم في منتج قليلا مثل البريد الإلكتروني، كالمراسلة الفورية مثل موقع ويب ويكي ولكن في النهاية لا تستطيع أي من هذه الأشياء أن تكون أفضل من الحلول الحالية.
.
كريس داوسون على الإنترنت من مجلة التكنولوجيا Zdnet بحث أوجه عدم الاتساق في هذا المنطق من الغوغل في اتخاذ قرار في نهاية الدعم للغوغل ويف،
ذكر غوغل في بالغٍ له في تطوير شبكات وسائط الاعلام، عدد كبير من القدرات المناسبة بشكل مثالي ستكون للغوغل ويف. وربما كانت الغوغل ويف لمسحَ لمرحلة الاجتماعية الجديدة كشبكة الغوغل بلس التي تنافس الفيس بوك.

### أباتشي ويف
وقد قبلت خدمة Google Wave من قبل برنامج حاضنة مؤسسة برمجيات أباتشي تحت اسم مشروع أباتشي ويف.تم تحديث بلوق موجة جوجل المطور مع الأخبار من التغيير على 6 ديسمبر 2010.وقد تم إنشاء صفحة اقتراح الموجة مع تفاصيل عن أهداف المشروع على مؤسسة أباتشي للحاضنة ويكي.

#### الموجة في مربع
موجة في مربع هو تطبيق الخادم الحالي من طراز أباتشي ويف. هناك حاليا عرضين تجريبيين متداولين متاحين لهذه المخدمات.

## الميزات
وكان جوجل ويف منصة جديدة اتصال إنترنت. وقد كتب بلغه جافا (لغة برمجة) باستخدام واجهة ويب و OpenJDK في استخدام أدوات الويب من جوجل.
تعمل خدمة Google Wave مثل أنظمة الرسائل السابقة كبريد إلكتروني ويوزنت، ولكن بدلا من إرسال رسالة مع الموضوع بأكمله من الرسائل السابقة، أو طلب جميع الردود ليتم تخزينها في صندوق الوارد الخاص بكل مستخدم للسياق، رساله الوثائق (المشار إليها باسم موجات) التي تحتوي على مواضيع كاملة من رسائل الوسائط المتعددة (التغيرات الصغيرة) يتم تخزينها على الدوام على خادم مركزي.
ويجري تقاسم الموجات مع المتعاونين الذين يمكن أن تضاف أو تزال من موجة في أي لحظة خلال وجود الموجه.
يتم استضافة الموجات اتب وصفت من قبل جوجل كأجزاء متساوية للمحادثة والوثائق، وثائق XML التي تسمح بزمن الوصول المنخفض والسلس للتعديلات المتزامنه. [32] ويمكن لأي مشارك من موجة الرد في أي مكان بواسطه الرسالة، تعديل أي جزء من الموجة، وإضافة مشاركين في أي نقطة في هذه العملية. كل تعديل / الرد هو تغيير صغير ويمكن للمستخدمين الرد على التغيرات الصغيرة الفردية داخل الأمواج. يتم تنبيه المستفيدين من التغييرات / الردود في جميع الموجات التي هم نشيطون فيها، وعند فتح موجة، قد تستعرض تلك التغييرات في الترتيب الزمني. وبالإضافة إلى ذلك، هي موجات الحية. جميع الردود / التعديلات مرئية في الوقت الحقيقي.
المشاركين المتعددين قد يعدلون موجة واحدة في وقت واحد في Google Wave. وبالتالي، يمكن للموجات أن تعمل ليس فقط باعتبارها المحادثات المترابطه رسائل بريد إلكتروني ولكن أيضا باعتبارها خدمة التراسل الفوري عندما العديد من المشاركين على الإنترنت في نفس الوقت. موجة قد تحول بشكل متكرر الأدوار بين البريد الإلكتروني وتراسل فوري اعتمادا على عدد من المستخدمين بتعديله في وقت واحد.يمكن تعطيل القدرة على إظهار الرسائل كما يتم كتابتها، مشابه الرسائل الفورية التقليدية. [4]
القدرة على تعديل موجة في أي موقع يتيح للمستخدمين إنشاء مستندات تعاونية وتحريرها بطريقة أقرب إلى ويكي. يمكن ربط الموجات بسهولة إلى موجات أخرى. في كثير من النواحي، بل هو منتدى أكثر تقدما. [33] يمكن قراءة موجة وتعرف أنها موجودة من قبل شخص واحد فقط، أو من قبل اثنين أو أكثر. فإنه يمكن أيضا أن تكون علنية، متاحة للجميع للقراءة والكتابة على الموجة.
يتم تخزين التاريخ من كل موجة بداخلها. المتعاونون قد يستخدمون ميزة التشغيل لمراقبة الترتيب الذي عدلت به الموجه، التغيرات الصغيرة التي تمت إضافتها، والتي كانت المسؤوله عن ما في الموجة. [4] [5] ويمكن أيضا البحث عن التاريخ من قبل مستخدم لعرض و / أو تعديل تغييرات محددة، مثل أنواع معينة من تغييرات أو الرسائل من مستخدم واحد. [3]

## امتداد واجهة برم

### ملحقات
ملحقات Google Wave هي الوظائف الإضافية التي قد تكون مثبتة على جوجل الموجة لتعزيز فاعليته. ويمكن أن تكون بوتات إنترنت (الروبوتات) لأتمتة المهام المشتركة، أو الأدوات لتوسيع أو تغيير ميزات تفاعل المستخدم، على سبيل المثال، نشر............................... أو توفير آليات تسجيل <RSVP4>
وقد تم تطوير أكثر من 150 إضافات Google Wave إما في شكل أدوات أو روبوت. [36]

#### الروبوتات
والروبوت هو مشارك الآلي على الويف. يقرأون محتويات ويف التي تشارك فيها، تعديل محتويات الويف، إضافة أو إزالة المشاركين، وخلق التغيرات الصغيرة الجديدة وموجات جديدة. الروبوتات تنفيذ الإجراءات ردا على الأحداث.
على سبيل المثال، الروبوت يمكن نشر محتويات الويف إلى موقع البلوغ العام وتحديث الويف مع تعليقات المستخدم.
ويمكن أن يضاف الروبوتات كمشاركين إلى الويف نفسها (لأنهم يمكن أن تظهر كشخص الاتصال في الويف).
من الناحية النظرية، يمكن إضافة روبوت في أي مكان تمكن للإنسان المشارك أن يكون معني.

#### الأدوات
ملحقات الأدوات هي التطبيقات التي تعمل ضمن الويف، والتي يصل لها  جميع المشاركين.
الروبوتات والأدوات يمكن استخدامها جنباًإلى جنب، لكنها عادة ما تخدم أغراض مختلفة.
الأداة هي تطبيق يمّكن المستخدمين من المشاركة في بناء الكثير منها على منصة غوغل ل OpenSocial.
وثمة مقارنة جيدة تكوّن أدوات iGoogle أو تطبيقات الفيسبوك.
حيث يتم تشغيل الأداة على أساس عمل المستخدم ويمكن وصفها بأنها أفضل التطبيقات المثبتة على الهاتف المحمول.
فعلى سبيل المثال، قد تشمل ويف سودوكو الأداة التي تسمح لمشاركي الويف المنافسة معرفة من الذي يستطيع أن يحل اللغز الأول.
يمكن إضافة أدوات إلى الويفات الفردية وعلى جميع المشاركين المشاركة والتفاعل مع هذه الأداة.

## واجهة الامتداد البرمجية
موجة محرك البحث (غوغل) تمتد من خلال واجهة التطبيقات البرمجية (اختصاراAPI).انها تزود بملحقات في شكل أدوات وروبوتات ومن الممكن ادراجها بواسطة نوافذ متفاعلة إلى داخل الموجه المعطاة في مواقع داخلية متل مواقع blog(التي هي عبارة عن مواقع مناقشة أو اعلامية نشرت ع شبكة الوب العالمية)
آخر نسخة روبوتات (ApI)هي النسخة التانية
وموجة غوغل أيضا تدعم الامتدادات التي تكون حزمة عناصر خلفية هي الأدوات والروبوتات والواجهة الامامية هي عناصر واجهة

## بروتوكول الاتحاد
تؤمن جوجل ويف اتحاد يستخدم امتداد من نوع XMPP، بروتوكول اتحاد الويف المفتوح. كونه اتحاد مفتوح بإمكان أياً كان استخدامه لبناء نظام ويف خاص ويصبح مزود ويف. القصد من استخدام البروتوكول المفتوح هو التوازي بين انفتاح وسهولة اعتماد بروتوكول البريد الإلكتروني و- كالبريد الإلكتروني - السماح بالإتصال بغض النظر عن المزود. كانت جوجل تأمل أن الويف ستحل محل البريد الإلكتروني كالشكل السائد للإتصال عبر الإنترنت. بهذه الطريقة أرادت جوجل أن تكون فقط واحدة من عدة مزودي ويف وأن تستخدم أيضاً كإضافة للبريد الإلكتروني، التراسل الفوري، بروتكوكول نقل الملفات، الخ.
السمة الرئيسية للبروتكول هي أن الويف يتم تخزينها على مخدمات مزود الخدمة عوضاً عن إرسالها بين المستخدمين. الويف فيديرالية، نسخ الأمواج والمويجات توزع بواسطة مزود الويف للمستخدم الأساسي إلى مزودات جميع المشتركين الآخرين ضمن موجة أو مويجة خاصة بحيث يتوفر لجميع المستخدمين وصول فوري للمحتوى المحدث. مخدم الويف الأساسي مسؤول عن الاستضافة، المعالجة، والتحكم بتزامن الأمواج. يسمح البروتوكول بوجود مويجات رد خاصة ضمن موجات الأباء التي لا يمكن للمستخدمين الآخرين الوصول لها.
يتم توفير الأمن للإتصالات عن طريق مصادقة أمان طبقة النقل، والاتصالات المشفرة والموجات/المويجات يتم تمييزها بشكل فريد من قبل اسم نطاق المزود وحزم الهوية. بيانات المستخدم ليست فيديرالية، ولا يتم مشاركتها مع مزودات الويف.

### إقرار بروتوكول الموجة والموجة بروتوكول الاتحاد
وإلى جانب أباتشي الموجة نفسها، وهناك غيرها من المتغيرات ذات المصدر المفتوح من ملقمات وعملاء مع نسبة مختلفة من الاتحاد الموجة ودعم بروتوكول الموجة.
اعتمدت تطبيقات الشركات للموجة من قبل نوفل لنبض نوفل، أو عن طريق SAP لCloudave، والمشاريع المجتمعية مثل PyOfWave أو كيون.
خوادم خارجية متوافقة.
الملقمات التالية متوافقة مع بروتوكول موجة جوجل:
كيون هو الحرة / مفتوحة المصدر لمنصة الشبكات الاجتماعية، والعمل التعاوني والنشر على شبكة الإنترنت، مع التركيز على مجموعات العمل والمنظمات بدلا من الأفراد. ويوفر قوائم، والمهام والوثائق والمعارض، وما إلى ذلك، في حين أن استخدام الموجات تحت. وهو يركز على ثقافة حرة واحتياجات الحركات الاجتماعية.
نوفيل فيبي كانت تعرف سابقا باسم نوفيل نبض
PyOfWave المعروف سابقا باسم PyGoWave.. . هي مفتوحة المصدر المتطور في خلق مبادرة سهلة للتخصيص ومستقلة الموجة ملقم بروتوكول والعملاء مكتوبة مع مساعدة من بيثون،
وجافا سكريبت وومشاركة تقنية الاتش تي ام ال.
ريزوما هي عبارة عن منصة (مصدرها فتح جزئي) للعمل التعاوني في الوقت الحقيقي. لأنها تتيح التواصل داخل سياق معين السماح للدردشة على الفور لتصبح وثيقة حيث انهارت تنظيم مناقشة المواضيع في فروع الرسم الخريطة البياني للعقل والتفاصيل الصغيرة لتجنب تشتيت الانتباه. يكون المستخدم قادرا على تسجيل الدخول باستخدام حساب جوجل أو الفيسبوك واختيار ما إذا كان مواضيعك هي خاصة أو عامة.
SAP StreamWork تجعل الخدمة قرار تعاوني.

## واجهة الامتداد البرمجية
موجة محرك البحث (غوغل) تمتد من خلال واجهة التطبيقات البرمجية (اختصاراAPI).انها تزود بملحقات في شكل ادوات وروبوتات ومن الممكن ادراجها بواسطة نوافذ متفاعلة إلى داخل الموجه المعطاة في مواقع داخلية متل مواقع blog(التي هي عبارة عن مواقع مناقشة أو اعلامية نشرت ع شبكة الوب العالمية).
آخر نسخة روبوتات (ApI)هي النسخة التانية.
وموجة غوغل أيضا تدعم الامتدادات التي تكون حزمة عناصر خلفية هي الأدوات والروبوتات والواجهة الامامية هي عناصر واجهة المستخدم إلى مجموعة متكاملة المستخدمين يمكن أن يقومو بتثبيت الامتدادات مباشرة ضمن العميل الموجه باستخدام المثبت التمديد

## وصلات خارجية
- أباتشي ويف على موقع Open Hub (الإنجليزية)
- أباتشي ويف على موقع Free Software Directory (الإنجليزية)
- الموقع الرسمي
- مدونة برمجة جوجل ويف